# Aya Cash
Pour les articles homonymes, voir Cash.
Aya Rachel Cash est une actrice américaine née le 13 juillet 1982 à San Francisco en Californie.

## Biographie
Aya Cash est née le 13 juillet 1982 à San Francisco,Californie.
Elle est la fille de la poète et auteure Kim Addonizio et du professeur de bouddhisme Eugene Cash. Elle possède des origines juives par son père et catholiques et italiennes par sa mère.
Elle a étudié à la San Francisco School of the Arts et a obtenu un Bachelor en art de l'Université du Minnesota en 2004.

### Vie privée
Elle est mariée depuis 2012 au producteur et écrivain américain Josh Alexander. Ils vivent à New York.
Elle possède un tatouage de faucon car elle explique qu' « Aya » (איה) signifie faucon en hébreu ancien et bondrée apivore en hébreu moderne.
Elle est également l'ambassadrice de l'INARA, une ONG américaine qui vient en aide aux réfugiés enfants syriens et aide à obtenir du soutien médical.

## Carrière
Elle commence sa carrière à la télévision en 2006 dans des épisodes de New York, police judiciaire et New York, section criminelle.
En 2008, elle fait ses premiers pas au cinéma dans les films Manipulation et Off Jackson Avenue.
En 2013, elle obtient des petits rôles dans Le Loup de Wall Street de Martin Scorsese et New York Melody de John Carney
Entre 2014 et 2019, elle tient l'un des rôles principaux dans la série You're the Worst.
Entre 2020 et 2022, elle est présente dans la série The Boys.

## Filmographie

### Cinéma

#### Longs métrages
- 2008 : Manipulation (Deception) de Marcel Langenegger : La deuxième secrétaire
- 2008 : Off Jackson Avenue de John-Luke Montias : Olga
- 2009 : Winter of Frozen Dreams d'Eric Mandelbaum : La prostituée
- 2009 : The Bits in Between de Michael Kuell et Jennifer Cobb : Suzyd
- 2011 : Love Next Door (The Oranges) de Likely Story : Maya
- 2012 : Sleepwalk with Me de Mike Birbiglia : Hannah
- 2013 : Le Loup de Wall Street (The Wolf of Wall Street) de Martin Scorsese : Janet
- 2013 : New York Melody (Begin Again) de John Carney : Jenny
- 2013 : The Happy House de D.W. Young : Wendy
- 2014 : Loitering with Intent d'Adam Rapp : Jesse
- 2017 : Mary Goes Round de Molly McGlynn : Mary
- 2017 : Village People de Paul Briganti : Barbara
- 2018 : Game Over, Man ! de Kyle Newacheck : Cassie
- 2018 : Social Animals de Theresa Bennett : Jane
- 2018 : Brand New Old Love de Cat Rhinehart : Hannah Becker
- 2020 : Scare Me de Josh Ruben : Fanny
- 2021 : We Broke Up de Jeff Rosenberg : Lori
- 2024 : The Young Wife de Tayarisha Poe : Rose

#### Courts métrages
- 2016 : All Exchanges Final d'Annabel Oakes : Dom
- 2024 : The Sacrifice de Christopher Werner : Carly

### Télévision

#### Séries télévisées
- 2006 : New York, police judiciaire (Law and Order) : Janine Lesko
- 2006 : New York, section criminelle (Law and Order : Criminal Intent) : Lori
- 2006 : In Men We Trust : Liza
- 2007 : Brotherhood : Martha Danners
- 2007 : Spellbound : Chrissy
- 2009 : New York, unité spéciale (Law and Order : Special Victims Unit) : Katrina Lychkoff
- 2010 : Mercy : Bliss Edlestein
- 2010 : Strange Brew : Lizzy
- 2011 : Traffic Light : Callie
- 2012 : Friday Night Dinner : Lizzy
- 2012 : A Gifted Man : Trish Sulloway
- 2013 : The Newsroom : Shelly Wexler
- 2013 : We Are Men : Claire
- 2014 - 2019 : You're the Worst : Gretchen Cutler
- 2015 : Modern Family : Vanessa
- 2015 : Sirens : Cindy
- 2015 : The Good Wife : Amber Audrey
- 2016 : Easy : Sherry
- 2016 : American Dad! : Jody (voix)
- 2019 : Will et Grace (Will & Grace) : Olivia Walker
- 2019 : Fosse/Verdon : Joan Simon
- 2020 - 2022 : The Boys : Klara Risinger / Stormfront / Liberty
- 2022 : The Girl from Plainville : Katie Rayburn
- 2022 : Robot Chicken : Dire Rita / Reine Iduna (voix)
- 2022 : The First Lady : Shirley Leibowitz
- 2022 - 2023 : Welcome to Flatch : Cheryl Petersen
- 2024 : The Franchise : Anita